# TuS 1860 Neunkirchen
Der Turn- und Sportverein 1860 Neunkirchen e. V., kurz TuS 1860 Neunkirchen, ist ein Sportverein aus der saarländischen Stadt Neunkirchen. Er wurde 1860 gegründet und bietet die Sportarten Aerobic, Badminton, Fechten, Gymnastik, Judo, Kegeln, Leichtathletik, Nordic Walking, Tennis Tischtennis, Turnen, Volleyball und Walking an.

## Handball
Überregional bekannt ist der TuS 1860 Neunkirchen durch seine Handballabteilung, die 2016 aufgelöst wurde.

### Männer
Die Männer nahmen 1964, 1965 und 1966 an der Endrunde um die Deutsche Meisterschaft teil und qualifizierten sich 1966 als Südwestmeister für die neugegründete Handball-Bundesliga. Nachdem der TuS in der ersten Saison den fünften Platz in der Südstaffel erreichte, stand er am Ende der Saison 1967/68 punktgleich mit der SpVgg 1887 Möhringen auf Platz sechs. Ein durchgeführtes Entscheidungsspiel gewannen die Möhringer mit 18:17, was für die Neunkirchener den Abstieg aus der Bundesliga bedeutete.
Weitere Erfolge
- Gründungsmitglied der Oberliga-RPS 2002

### Frauen
Die Frauen des TuS 1860 Neunkirchen spielten ab 1991 in der 2. Handball-Bundesliga, aus der sie am Ende der Saison 1995/96 abstiegen. 2010 qualifizierte sich das Team für die neugegründete 3. Liga, aus der es sich nach der Saison 2012/13 aufgrund sportlicher und finanzieller Probleme zurückzog.

## Bekannte Sportler
- Dirk Dier, Tennisspieler
- Inge Eckel, Leichtathletin, Teilnehmerin an den Olympischen Spielen 1952
- Ingrida Radzevičiūtė Handball (Nationalspielerin)